# عادل‌آباد (خوشاب)
عادل آباد، روستایی است از توابع بخش مشکان و در شهرستان خوشاب استان خراسان رضوی ایران.

## جمعیت
این روستا در دهستان یام قرار داشته و بر اساس سرشماری سال ۱۳۸۵ جمعیت آن ۴۳۷ نفر (۹۳ خانوار)
بوده‌است.